# Czartoria (Poznań)
Czartoria – ulica oraz nazwa małej części miasta Poznania na terenie Starego Miasta. Pierwotnie stanowiła niewielką osadę powstałą na warcianej wyspie, wśród rzecznych rozlewisk, która została z czasem wchłonięta przez położone na sąsiedniej wysepce miasteczko – Chwaliszewo, a następnie wraz z nim w 1800 roku włączona w granice Poznania.

## Nazwa
Źródłosłów nazwy pochodzi od dwóch staropolskich określeń: czart oznaczającego diabła, demona, złego ducha oraz ryja oznaczającego trudno dostępne podmokłe łąki, moczary. Prawdopodobnie w ten sposób określano nadwarciańskie łąki, do których dostęp był utrudniony. Wierzono wówczas, że tego typu obszary zamieszkiwane są przez lokalne demony.
W czasach zaborów oraz podczas okupacji niemieckiej ulica nosiła nazwę Dammstrasse (ulica Tamowa).

## Charakterystyka
Do 1945 był to obszar bardzo gęsto zabudowany i przeludniony.
Czartoria stanowi obecnie niewielką uliczkę boczną od ulicy Chwaliszewo. Gęsta zabudowa, która powstała w XIX i XX wieku, została w niemal 90% zniszczona podczas walk o Poznań w 1945 roku. Degradację Czartorii pogłębiła regulacja Warty w 1969 roku i wybudowanie trasy przez mosty Bolesława Chrobrego i Mieszka I.
Obecnie ta historyczna część miasta poddawana jest sukcesywnej rewitalizacji – wybudowano już część nowych plomb, w 2009 wyremontowano zabytkowe, brukowe (kocie łby) ulice Czartoria i Tylne Chwaliszewo, zaś w roku 2010 przy ulicach tych zamontowano latarnie w stylu retro.
19 września 2015 przy dawnym murze przeciwpowodziowym otwarto Zaułek Ślepego Antka – związanego z Chwaliszewem bojownika Armii Krajowej – Antoniego Gąsiorowskiego.

## Festiwal Urban Legend
Przy ul. Czartoria (w pobliżu skrzyżowania z ul. Tylne Chwaliszewo) w ramach festiwalu sztuki Urban Legend w 2009 r. umieszczono na elewacji kamienicy tablicę autorstwa Jakuba Czyszczonia i Honzy Zamojskiego następującej treści:

W tej okolicy kilkadziesiąt lat temu po raz pierwszy w Poznaniu zaobserwowano i sfotografowano niezwykłe zjawisko – piorun kulisty / Pamięci anonimowego fotografa, który swoje odkrycie i pracę przypłacił życiem / Jakub & Jan, Poznań, A.D.2009